# Trójkąt boczny szyi

Trójkąt boczny szyi opisany jako posterior triangle (ang.). Zawiera w sobie trójkąt łopatkowo-obojczykowy (ang. subclavian triangle) i trójkąt łopatkowo-czworoboczny (ang. occipital triangle)

Trójkąt boczny szyi (łac. trigonum colli laterale) – w anatomii człowieka jeden z dwóch głównych trójkątów szyi.

## Ograniczenia
- górno-przyśrodkowe: mięsień mostkowo-obojczykowo-sutkowy
- boczne: mięsień czworoboczny
- dolne: obojczyk

## Zawartość
- trójkąt łopatkowo-obojczykowy
- trójkąt łopatkowo-czworoboczny